# Automolis tenebrosa
Automolis tenebrosa là một loài bướm đêm thuộc phân họ Arctiinae, họ Erebidae.